# تیم هرتسبروخ
تیم هرتسبروخ (متولد ۷ ژوئن ۱۹۹۷)، یکی از اعضای تیم هاکی روی چمن آلمان است. او به همراه تیم کشور خود در بازی‌های المپیک تابستانی ۲۰۱۶ شرکت کرد و توانست موفق به کسب مدال برنز شد.